# St. Blasius (Großgoltern)

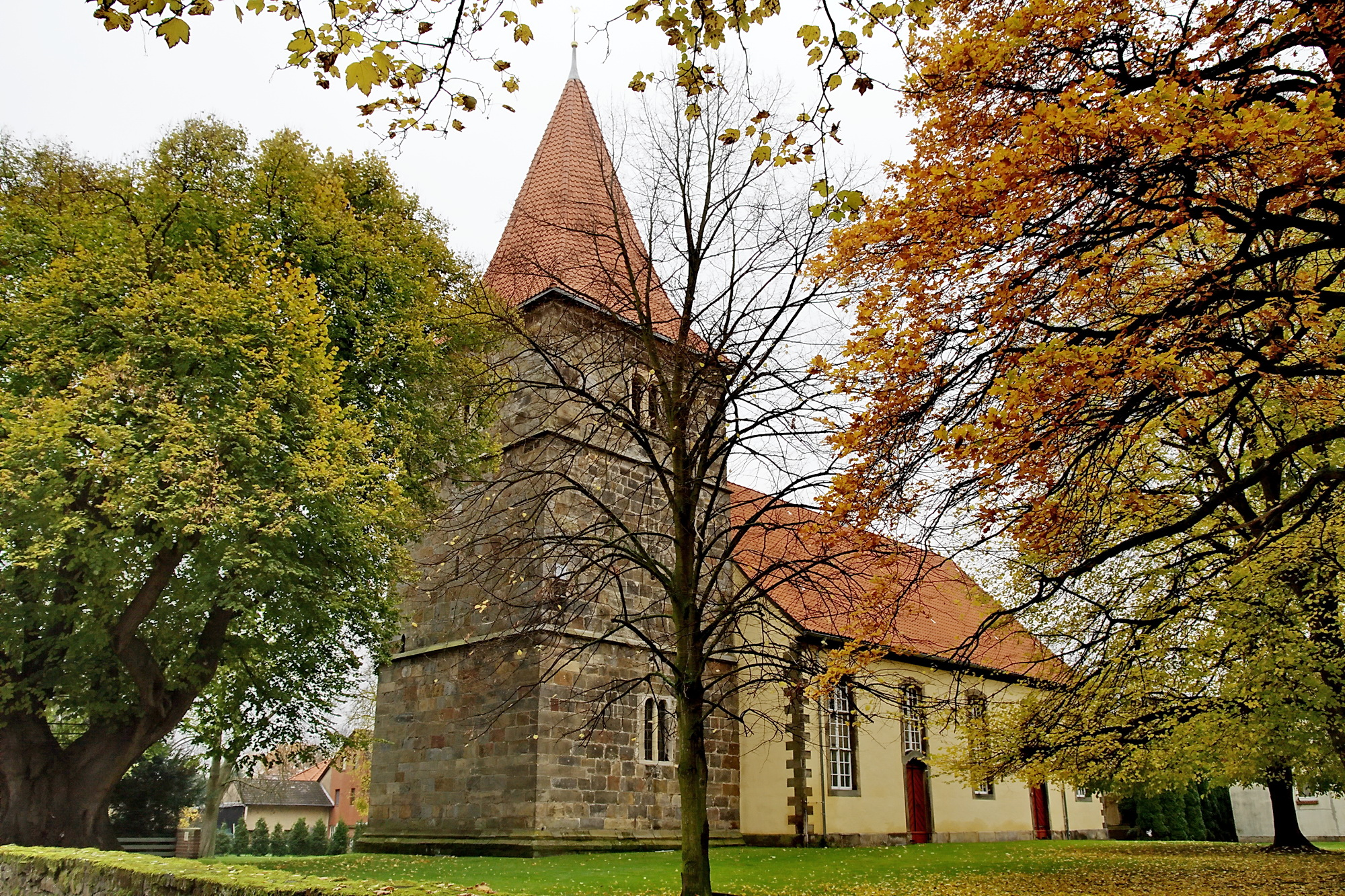
St. Blasius

Die evangelisch-lutherische denkmalgeschützte Kirche St. Blasius steht in Großgoltern, einem Ortsteil der Stadt Barsinghausen in der Region Hannover von Niedersachsen. Die Kirchengemeinde gehört zum Kirchenkreis Ronnenberg im Sprengel Hannover der Evangelisch-lutherischen Landeskirche Hannovers.

## Beschreibung
Die Saalkirche wurde 1750/54 nach einem Entwurf von Georg Friedrich Dinglinger gebaut. Die Mauern des Langhauses und des dreiseitig geschlossenen Chors aus verputzten Bruchsteinen stehen auf einer Gründung aus Quadern. An den Langseiten befinden sich segmentbogige Fenster und je zwei Portale, über dem im Osten befindet sich ein ovales Ochsenauge. Der quadratische, eingezogene Kirchturm im Westen stammt aus dem 14. Jahrhundert. Sein Quadermauerwerk ist durch drei Kappgesimse gegliedert. Er hat im obersten Geschoss gekuppelte Klangarkaden und ist bedeckt mit einem achtseitigen Zeltdach. Das Erdgeschoss des Turms ist mit einem Kreuzrippengewölbe, das Kirchenschiff mit einem verputzten Muldengewölbe überspannt. Die U-förmig umlaufenden Emporen enden im Osten an den doppelgeschossigen Priechen. 
Zur barocken Kirchenausstattung gehört ein hölzerner Kanzelaltar mit seitlichen Durchgängen. Er wurde 1750 von Johann Friedrich Ziesenis geschaffen. In der Predella ist ein Bild über das Abendmahl Jesu von Anton Thilo gemalt.